# Lijst van Samoaanse luchtvaartmaatschappijen
Dit is een lijst van actieve en opgeheven luchtvaartmaatschappijen in Samoa.
| Luchtvaartmaatschappij | IATA | ICAO | Callsign   | Aanvang          | Einde            | Opmerkingen                                                                                 |
| ---------------------- | ---- | ---- | ---------- | ---------------- | ---------------- | ------------------------------------------------------------------------------------------- |
| Samoa Airways          | PH   | PAO  | Polynesian | 14 november 2017 |                  | Doorstart van Polynesian Airlines                                                           |
| Talofa Airways         |      |      | Bluebird   | 2016             |                  | De code TA wordt weliswaar gebruikt, maar dit is geen geldige IATA-code voor Talofa Airways |
| Polynesian Airlines    | OL   | PAO  | Polynesian | 1959             | 2017             | Voortgezet als Samoa Airways                                                                |
| Polynesian Blue        | DJ   | PBL  | Bluebird   | 2005             | 2011             | Voortgezet als Virgin Samoa                                                                 |
| Samoa Air              | OL   | SZB  | Samoa      | 2012             | 2015             |                                                                                             |
| South Pacific Express  |      | SPX  |            | 2005             | 2009             |                                                                                             |
| Virgin Samoa           | VA   | VOZ  | Velocity   | 2011             | 12 november 2017 |                                                                                             |

De vetgedrukte maatschappijen zijn momenteel (2023) nog actief.